# Card (Schiff)
Die USS Card (AVG-11/ACV-11/CVE-11/CVHE-11/CVU-11/T-CVU-11/T-AKV-40) war ein Geleitflugzeugträger der Bogue-Klasse der United States Navy und stand von 1942 bis 1946 sowie von 1958 bis 1970 im Einsatz bei der US-Marine.

## Technik
Die  Card war an der Wasserlinie 141,7 Meter lang und 21,2 Meter breit. Die Länge über Alles betrug  151,2 Meter, die maximale  Breite des Flugdecks 34 Meter. Bei einem Tiefgang von 7,9 Metern hatte der Träger leer eine Verdrängung von 7800 Tonnen, die Einsatzverdrängung betrug 15.400 ts.
Zwei Wasserrohrkessel mit 19,65 bar Betriebsdruck erzeugten den Dampf für eine einzelne Getriebeturbine, die ihre Leistung von 8500 Wellen-PS an einen einzelnen Propeller abgab. Die Höchstgeschwindigkeit lag bei 18 Knoten, mit den 2413 Tonnen Treibstoff an Bord wurde eine Reichweite von 26.300 Seemeilen bei 15 Knoten und 22.500 Seemeilen bei 17 Knoten erzielt.
Die Bewaffnung der Card bestand ursprünglich aus zwei 127-mm-Geschützen auf beiden Seiten am Heck, diese wurden im Laufe der Einsatzzeit durch 40-mm- und 20-mm-Geschütze ergänzt. Ab 1943 wurden an Bord zehn 40-mm-Zwillinge sowie 26 20-mm-Einzelgeschütze zur Flugabwehr eingesetzt. Schon von Indienststellung an war die Card mit SG- und SC-Radar ausgestattet.
An Bord konnten bis zu 28 Flugzeuge mitgeführt werden, während der Einsätze befanden sich aber selten mehr als 21 Flugzeuge an Bord, zumeist vom Typ F4F Wildcat und TBF Avenger.

## Geschichte

### Bau und Indienststellung
Die USS Card wurde ursprünglich als Typ-C3-Frachter am 27. Oktober 1941 bei Seattle-Tacoma Shipbuilding als „hull #178“ der Maritime Commission auf Kiel gelegt. Noch während des Baus wurde das Schiff von der US-Marine erworben und zum Geleitflugzeugträger umgebaut. Die USS Card wurde nach dem Card-Sund, einer südlichen Verlängerung der Biscayne Bay südlich von Miami, benannt. Am 21. Februar 1942 erfolgte die Schiffstaufe durch Mrs. John Perry, anschließend lief die Card, klassifiziert als AVG-11 (Aircraft Escort Vessel), vom Stapel. Am 20. August erfolgte die Umklassifizierung zum „Auxiliary Aircraft Carrier“ (ACV-11), am 8. November wurde der Träger unter dem Kommando von Captain James B. Sykes in Dienst gestellt.

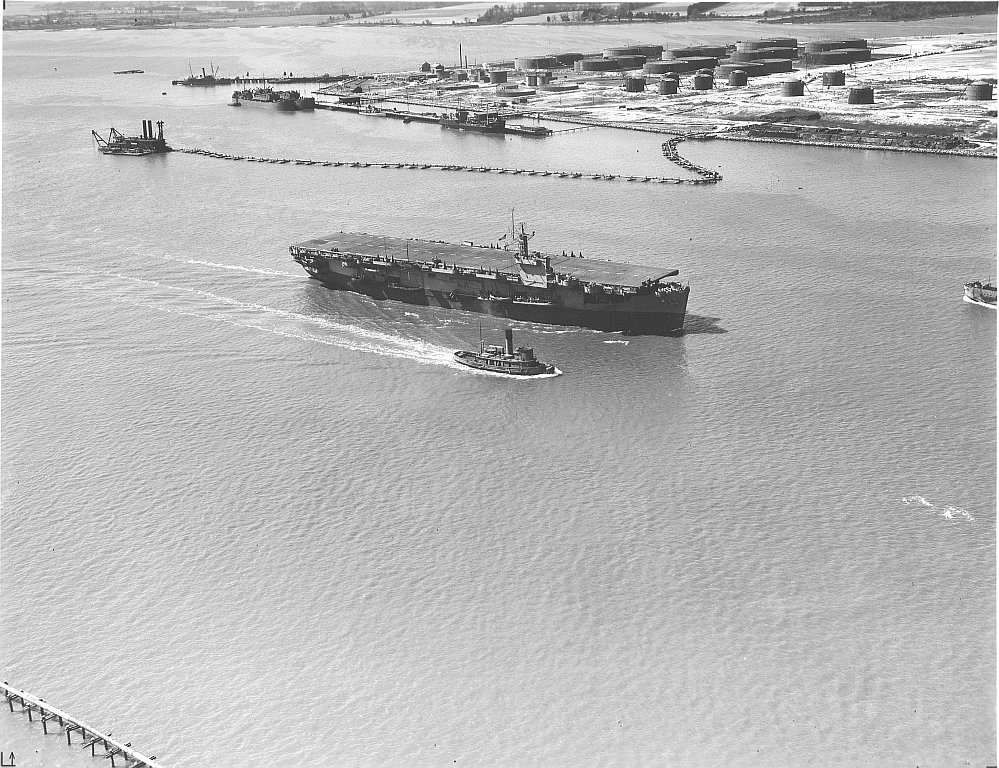
USS Card in Hampton Roads, 23. März 1943

Am 18. Januar 1943 verließ der Träger San Diego, durchquerte den Panamakanal und lief am 1. Februar in Hampton Roads in Virginia ein. Nach einigen Wochen Übungen im Seegebiet vor der Chesapeake Bay verlegte die Card nach New York, wo im New York Navy Yard die Luftabwehrgeschütze installiert wurden.

### 1943
Am 14. Mai lief der Geleitträger zusammen mit den Zerstörern Woolsey, Ludlow und Bristol von New York nach Casablanca. In Casablanca übernahmen die Card und ihre Eskorten zusammen mit neun anderen Geleitschiffen die Sicherung des Konvois UGS-8A, der aus 78 Schiffen sowie 12 LSTs bestand. Der Konvoi verließ Casablanca am 9. Juni und wurde in Gibraltar um 51 weitere Frachter sowie zehn weitere Eskorten verstärkt. Damit war UGS-8A der zu diesem Zeitpunkt größte Konvoi des Zweiten Weltkriegs. Über die British West Indies kehrte die Card nach Norfolk zurück, wo sie am 5. Juli eintraf. Zehn Tage später wurde sie dann zum „Escort Carrier“ (CVE) reklassifiziert.
Als Flaggschiff der Task Group 21.14 verließ die USS Card Norfolk am 27. Juli zusammen mit den Zerstörern Barry, Borie und Goff. Während der bis zum 10. September dauernden Einsatzfahrt war der U-Jagdverband sehr erfolgreich, vier deutsche U-Boote fielen Flugzeugen (Avenger/Wildcat) der USS Card zum Opfer: U 117 am 7. August, U 644 am 9. August, U 525 am 11. August und U 847 am 27. August. Die zweite Einsatzfahrt der Task Group 21.14 dauerte vom 25. September bis zum 9. November. Am 4. Oktober sichteten Flugzeuge der Card vier deutsche U-Boote beim Bunkern auf See, zwei Boote, U 460 und U 422 konnten versenkt werden. Neun Tage später wurde U 402 von einer Avenger der Card gesichtet und versenkt. Am 31. Oktober fiel U 584 den Flugzeugen des Trägers zum Opfer. Die fünfte Versenkung während des Einsatzes erzielte am 1. November der Zerstörer Borie, der U 405 nach kurzem Kampf rammte und versenkte. Der Zerstörer wurde dabei aber so schwer beschädigt, dass er aufgegeben werden musste.
Für ihre Leistungen während der zweiten Einsatzfahrt wurden die Schiffe der Task Group 21.14 am 11. November mit der Presidential Unit Citation ausgezeichnet. Die USS Card war der erste Geleitträger, der diese Auszeichnung erhielt.

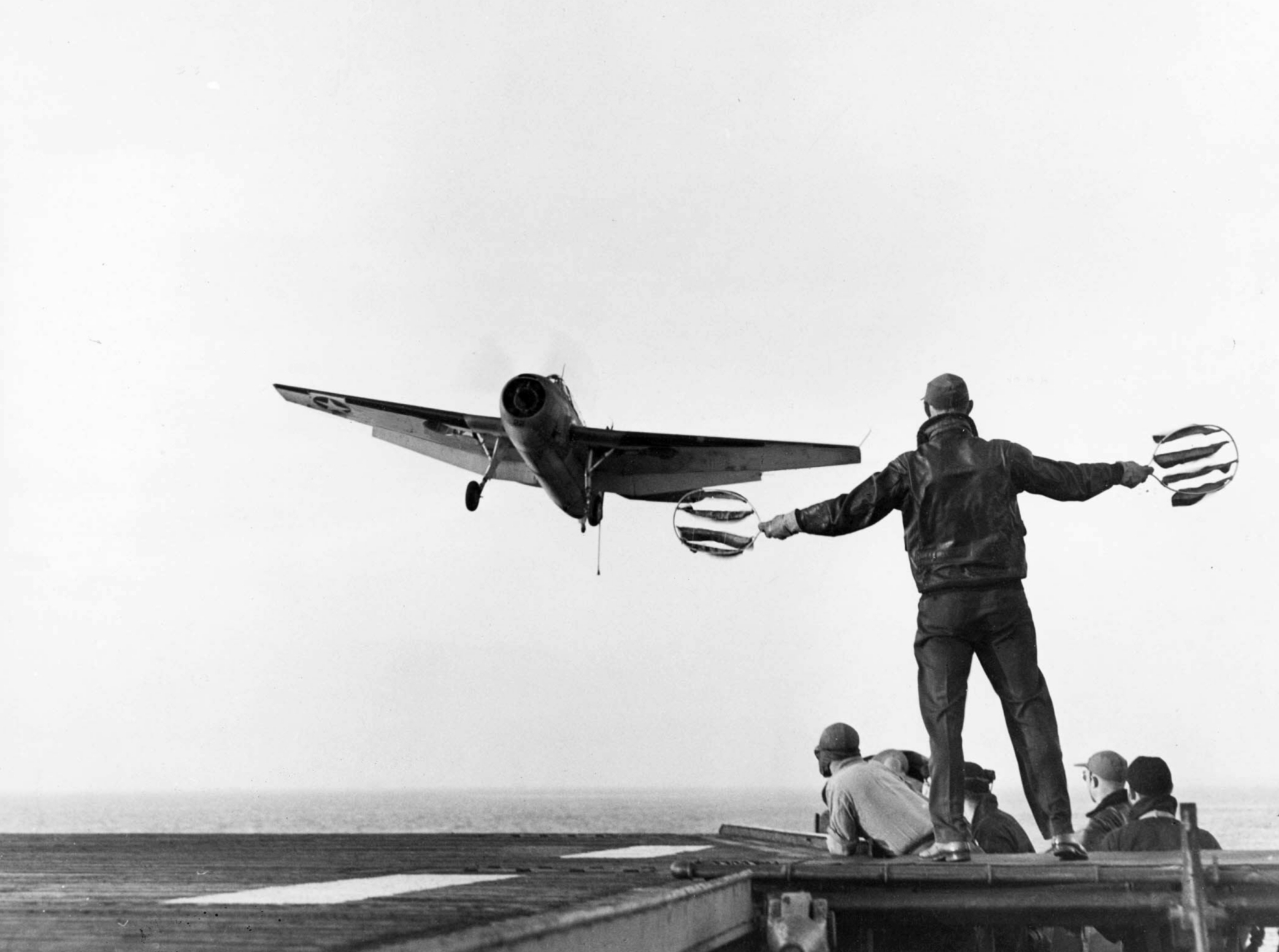
Landung einer TBF Avenger auf der USS Card

Am 24. November lief die Task Group 22.14 um die USS Card, bestehend aus den Zerstörern USS Leary, Schenck und Decatur, in den Nordatlantik aus. Am 23. Dezember stieß der Verband auf ein deutsches Wolfsrudel, innerhalb von fünf Stunden wurden zwölf U-Boote geortet. Die USS Schenck konnte das deutsche U-Boot U 645 versenken, der Zerstörer Leary fiel aber einem kombinierten Angriff dreier U-Boote zum Opfer und sank mit 97 Besatzungsmitgliedern. Da die Schenck mit der Rettung der Überlebenden beschäftigt war, wich die Card, nur gesichert vom Zerstörer Decatur, die ganze Nacht hindurch den deutschen U-Booten aus. Am 2. Januar 1944 lief der Verband wieder in Norfolk ein.

### 1944
Von März bis Mai fungierte die Card als Flugzeugtransporter zwischen Norfolk und Casablanca, am 17. Mai ging sie zur Überholung ins Dock. Nach dem Abschluss der Arbeiten am 4. Juni lief der Träger nach Quonset Point, Rhode Island, wo er Pilotentrainings durchführte.
Am 21. Juni kehrte die Card nach Norfolk zurück, wo sie das Flaggschiff der neuen Task Group 22.10 bildete. Zusammen mit den fünf Geleitzerstörern Thomas, Bostwick, Breeman, Baker und Bronstein verließ der Träger am 25. Juni Hampton Roads. Am 5. Juli konnten die USS Thomas und die USS Baker das U-Boot U 233 versenken. 29 Überlebende, darunter der Kommandant, Kapitänleutnant Hans Steen, wurden an Bord der USS Card gebracht. Am folgenden Tag wurde Kapitänleutnant Steen auf See beigesetzt, er war seinen Verletzungen erlegen. Die übrigen Gefangenen wurden in Boston an Land gebracht.
Am 18. September verließ die Card als Flaggschiff der Task Group 22.2 Norfolk, um vor den Azoren zusammen mit der britischen Escort Group 9 deutsche U-Boote aufzuspüren. Am 12. Oktober wurde ein U-Boot angegriffen, die Versenkung konnte jedoch nicht bestätigt werden. Vom 1. Dezember bis zum 22. Januar 1945 folgte eine weitere Einsatzfahrt mit der Task Group 22.2.

### 1945/46
Am 23. Januar 1945 ging die USS Card im Philadelphia Naval Shipyard zur Überholung bis zum 7. Februar ins Dock. Im Anschluss transportierte der Träger Personal der Navy und Army nach Liverpool, am 12. März lief der Träger wieder in Norfolk ein und ging erneut ins Dock. Vom 21. März bis zum 24. Mai war die Card in Quonset Point stationiert, wo sie als Schulflugzeugträger eingesetzt wurde. Am 25. Mai kehrte sie erneut nach Norfolk zurück, von dort aus transportierte sie Ende Juni Personal und Flugzeuge zur Guantanamo Bay Naval Base. Nach der Durchquerung des Panamakanals war sie als Transporter zwischen der US-Westküste und Hawaii sowie Guam im Einsatz. Am 14. August lief sie wieder in San Diego ein, zwischen dem 21. August und dem 16. Dezember war die Card im Rahmen der Operation Magic Carpet im Einsatz und transportierte US-Soldaten von Hawaii und aus dem Westpazifik zurück in die Staaten. Am 7. Januar 1946 verließ die Card Alameda in Richtung US-Ostküste, wo sie am 13. Mai 1946 in Norfolk außer Dienst gestellt und der Reserveflotte zugeteilt wurde.
Für ihre U-Jagdeinsätze im Atlantik erhielt die USS Card drei Battle Stars.

### Zweite Dienstzeit
Am 12. Juni 1955 wurde die USS Card zum „Escort Helicopter Aircraft Carrier“ (CVHE-11) klassifiziert. Am 16. Mai 1958 wurde die Card, nun mit ziviler Besatzung, für den Military Sea Transportation Service wieder in Dienst gestellt. Ausgerüstet mit Kränen und ohne Bewaffnung wurde sie als Flugzeugtransporter und Frachtschiff eingesetzt. Ihre Klassifizierung änderte sich mehrfach in der Folgezeit: „Utility Aircraft Carrier“ (T-CVU-11) am 1. Juli 1958, „Cargo Ship and Aircraft Ferry“ (T-AKV-40) am 7. Mai 1959.
Als der Vietnamkrieg ausbrach, wurde die USNS Card von der US-Marine gechartert, um Truppen, Nachschub und Flugzeuge aus den Vereinigten Staaten nach Fernost zu transportieren.
Am frühen Morgen des 2. Mai 1964 platzierte ein nordvietnamesischer Kampftaucher eine Sprengladung am Rumpf der USNS Card, die zu diesem Zeitpunkt an der Pier in Saigon lag. Die Explosion riss ein Loch in den Rumpf des Schiffes, die Maschinenräume liefen voll und die Card sank im etwa sechs Meter tiefen Wasser des Hafens auf Grund. 17 Tage später wurde das Leck abgedichtet und das Wasser abgepumpt, anschließend wurde der ehemalige Geleitträger von Schleppern der Marine zur United States Naval Base Subic Bay auf den Philippinen geschleppt. Zu weiteren Reparaturen kam die Card am 11. Juli nach Yokosuka. Am 11. Dezember 1964 wurde die Card wieder in Dienst gestellt.

### Verbleib
Am 10. März 1970 wurde die USNS Card zum letzten Mal außer Dienst gestellt, ihr Name wurde am 15. September aus den Schiffsregistern der Marine gestrichen. 1971 wurde sie dann zur Verschrottung nach Port Westward, Oregon verkauft.